# 苏令
苏令（前1世纪—前14年），西汉汉成帝时山阳郡（治今山东金乡西北）铁官徒。
永始三年（前14年）十二月，苏令率领铁官徒二百二十八人起事，自称将军，进攻官府，放出囚徒，夺取武库兵器，杀死东郡太守、汝南都尉。活动遍及十九个郡国，官府不能制。汉成帝派遣丞相长史、御史中丞持节率兵都督捕拿，没有成功。后为汝南郡太守严訢率兵镇压，苏令兵败被杀。